# Pilea forgetii
Pilea forgetii là loài thực vật có hoa trong họ Tầm ma. Loài này được N.E.Br. miêu tả khoa học đầu tiên năm 1917.